# Leucochromodes melusinalis
Leucochromodes melusinalis är en fjärilsart som beskrevs av Walker 1859. Leucochromodes melusinalis ingår i släktet Leucochromodes och familjen Crambidae. Inga underarter finns listade i Catalogue of Life.